# Cola lizae
Espèce
Statut de conservation UICN

 NT  : Quasi menacé

Cola lizae est une espèce de plantes de la famille des Malvaceae, auparavant dans les Sterculiaceae. Cette espèce a été décrite en 1987 par le botaniste Nicolas Hallé (1927-2017).
L'épithète spécifique lizae signifie « de Liz », en hommage à la primatologue Liz Williamson qui a découvert cette espèce endémique du Gabon à la faveur de ses observations. Elle a démontré que Cola lizae est disséminée uniquement par les gorilles bien que le fruit soit consommé par d'autres primates, laissant craindre que l'espèce ne disparaisse en même temps que ces grands singes.  